# Via Aquitania
Via Aquitania je bila rimska cesta, ki je nastala leta 118 pred našim štetjem v rimski provinci Galiji. Začela se je v Narbonnu, kjer se je povezala z Via Domitia. Nato je šla proti Atlantskemu oceanu preko Toulousa in Bordeauxa. Dolga je bila približno 400 kilometrov.

## Nastanek
Gnej Domitij Ahenobarb je leta 121 pred našim štetjem skupaj s Kvintom Fabijem Makimom Alobrogikom uspešno premagal Alobroge in Arverne v Galiji . S tem se je končal skoraj ves odpor Rimljanom v južni Galiji. Nekatere dele obale so še vedno nadzirala lokalna plemena, vendar to ni oviralo trgovine .  Rim je dobil davek iz Galije vse do Toulousa. Gnej Domitij Ahenobarb je pozneje služil kot prokonzul v Galiji. Leta 118 pred našim štetjem je ustanovil mesto Narbo Martius, sodobni Narbonne in zgradil cesto Via Domitia, da bi olajšal potovanje v Španijo. Via Aquitania je del Via Domitie, ki gre skozi jugozahodno Galijo v provinco Akvitanijo. Ni znano, kdo je naročil Vio Aquitanio, verjetno pa jo je Domitij Ahenobarb zgradil zato, da bi lažje natančno določil dajatve novo osvojenih plemen.

## Potek
Via Aquitania je bila glavna rimska cesta v provinci Aquniji. Ta leži v jugozahodni Galiji. Na jugu in vzhodu meji na Pireneje , na zahodu na Atlantski ocean, na severu pa na reko Loaro.. Via Akvitanija se začne v Narbonnu, kjer se poveže z Via Domitio. Narbonne je bila prva rimska kolonija v Galiji in je bila  kmetijska kolonija . Kasneje, v času Avgusta, je mesto postalo pomembno trgovsko središče. V času Pax Romana je potovanje postalo varnejše. To je povzročilo povečanje trgovine.
Poleg Narbonna sta bili ob Via Akvitaniji še dve pomembni mesti, Toulouse in Bordeaux. Via Akvitanija je bila glavna trgovska pot, ki je atlantske morske poti povezovala s Toulousom in Narbonnom. V Toulouseu se je Via Akvitanija križala s cestami, ki so vodile proti severu proti Lyonu, kar je bilo glavno križišče galskih cest. Kasneje je Toulouse postal glavno mesto Vizigotov. Via Akvitanija se je končala v mestu 'Burdigala, sodobnem Bordeauxu. To je bilo pomembno mednarodno trgovinsko mesto zaradi bližine Atlantskega oceana. Po razdelitvi Galije na tri pokrajine Akvitanijo, Belgico in Lugdunensis je Bordeaux postal glavno mesto Akvitanije. Via Akvitanija je povezala ta pomembna mesta v južni Galiji.